# Liste der Kulturdenkmäler in Ottersheim bei Landau
In der Liste der Kulturdenkmäler in Ottersheim bei Landau sind alle Kulturdenkmäler der rheinland-pfälzischen Ortsgemeinde Ottersheim bei Landau aufgeführt. Grundlage ist die Denkmalliste des Landes Rheinland-Pfalz (Stand: 26. Juni 2023).

## Einzeldenkmäler
| Bezeichnung                        | Lage                                            | Baujahr                            | Beschreibung | Bild                           |
| ---------------------------------- | ----------------------------------------------- | ---------------------------------- | --- | ------------------------------ |
| Rathaus                            | Germersheimer Straße 1 Lage                     | 1555                               | Walmdachbau, Erdgeschosshalle bezeichnet 1555, Obergeschoss wohl aus dem 18. Jahrhundert                                               | weitere Bilder Fotos hochladen |
| Katholische Pfarrkirche St. Martin | Germersheimer Straße 3 Lage                     | 1618                               | fünfachsiger Saalbau, 1618, 1789 erweitert, gotischer ehemaliger Chorturm; Sandsteinkruzifix über Adam und Eva, bezeichnet 1747 (Bild) | weitere Bilder Fotos hochladen |
| Wohnhaus                           | Germersheimer Straße 12 Lage                    | um 1800                            | eingeschossiges Fachwerkhaus, teilweise massiv, um 1800                                                                                | Fotos hochladen                |
| Friedhofskreuz                     | Lange Straße, auf dem Friedhof Lage             | 1828                               | Friedhofskreuz, Sandstein, bezeichnet 1828                                                                                             | Fotos hochladen                |
| Wohnhaus                           | Lange Straße 15/16 Lage                         | 1803                               | Doppelwohnhaus; eingeschossiger Fachwerkbau mit Kniestock, bezeichnet 1803                                                             | Fotos hochladen                |
| Wohnhaus                           | Lange Straße 20 Lage                            | 1816                               | eingeschossiges Fachwerkhaus, bezeichnet 1816                                                                                          | Fotos hochladen                |
| Wohnhaus                           | Lange Straße 39 Lage                            | zweite Hälfte des 18. Jahrhunderts | eingeschossiges Fachwerkhaus, zweite Hälfte des 18. Jahrhunderts                                                                       | Fotos hochladen                |
| Wohnhaus                           | Lange Straße 40/40a Lage                        | 18. Jahrhundert                    | Fachwerkhaus, 18. Jahrhundert, um 1900 historisierend überformt                                                                        | Fotos hochladen                |
| Wohnhaus                           | Lange Straße 42 Lage                            | um 1800                            | eingeschossiges Fachwerkhaus, um 1800                                                                                                  | Fotos hochladen                |
| Wohnhaus                           | Lange Straße 55 Lage                            | 18. Jahrhundert                    | Fachwerkbau, 18. Jahrhundert | Fotos hochladen                |
| Wohnhaus                           | Lange Straße 66 Lage                            | 18. Jahrhundert                    | Fachwerkbau, teilweise massiv, 18. Jahrhundert                                                                                         | Fotos hochladen                |
| Bürgerhaus                         | Lange Straße 78 Lage                            | 1902                               | ehemalige Schule; stattlicher Klinkerbau, bezeichnet 1902                                                                              | Fotos hochladen                |
| Wohnhaus                           | Lange Straße 79 Lage                            | 1609                               | Fachwerkbau, Walmdach, 18. Jahrhundert                                                                                                 | Fotos hochladen                |
| Evangelische Kirche                | Ludwigstraße 1 Lage                             | 1813                               | dreiachsiger Saalbau, bezeichnet 1813 und 1816                                                                                         | Fotos hochladen                |
| Ottersheimer Teilungswehr          | nördlich des Ortes; Flur In den Freiwiesen Lage | 1772                               | Wehranlage aus großen Sandsteinquadern, 18. Jahrhundert; Ableitung des Spiegelbachs aus der Queich                                     | Fotos hochladen                |
| Wegekapelle                        | südlich des Ortes; Flur Am Schlittweg Lage      | 1827                               | Sandsteinquaderbau, Walmdach, bezeichnet 1827 und 1853                                                                                 | Fotos hochladen                |